# コライユ (鉄道車両)

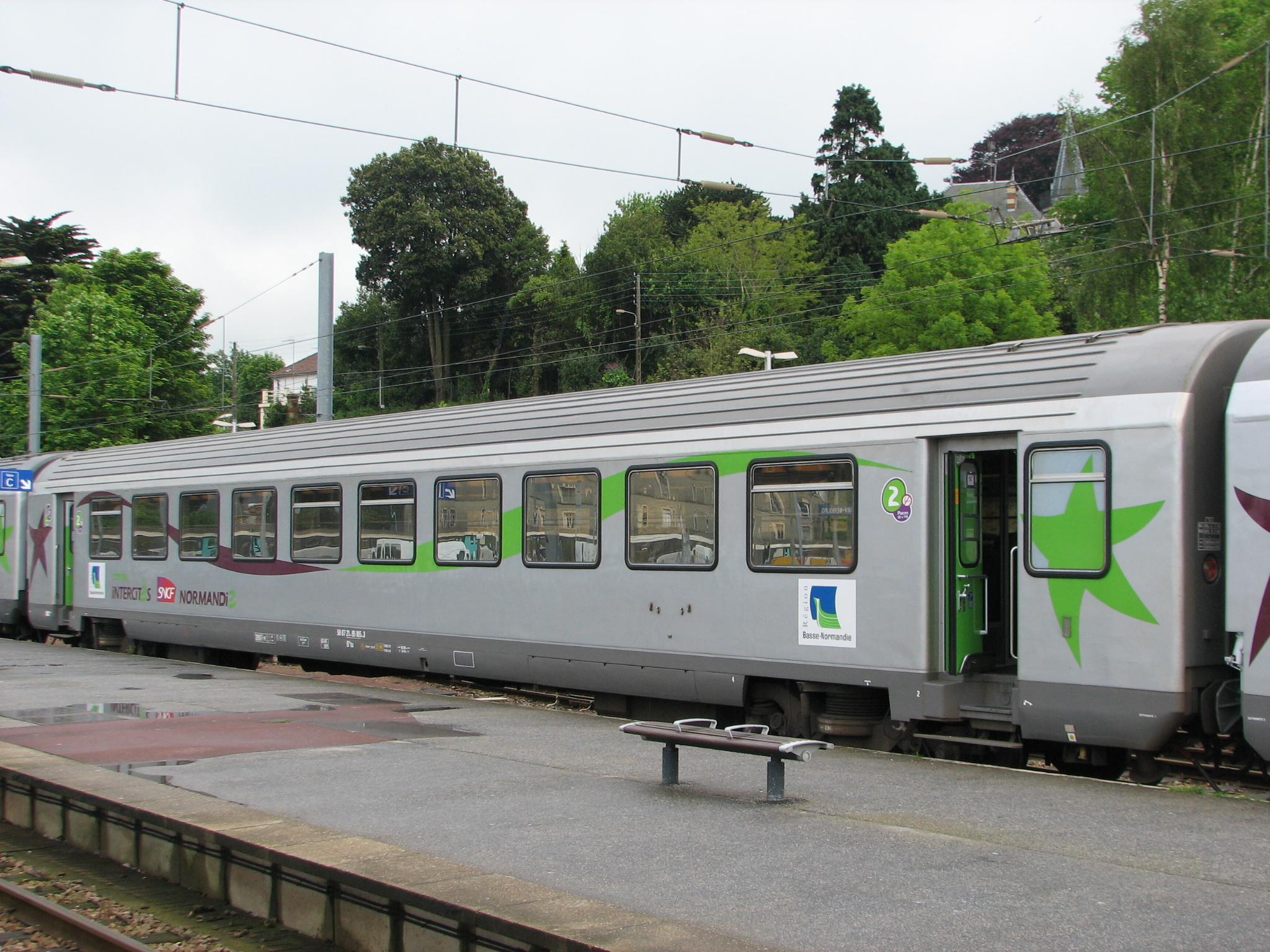
コライユ・アンテルシテ・ノルマンディー（シェルブール駅）

コライユ（Corail）は、フランス国鉄が保有する長距離列車用の客車である（Voiture Corail、仏語版）。
片仮名ではコラーユと表記されることもある。1970年代から80年代にかけて約4000両が製造された。TGV網の発達以降も、在来線の優等列車用に幅広く用いられている。ポルトガル鉄道にも同型の客車がある。
コライユはまた、同客車を用いたフランス国鉄の在来線長距離列車を表す列車種別でもある。

## 概要

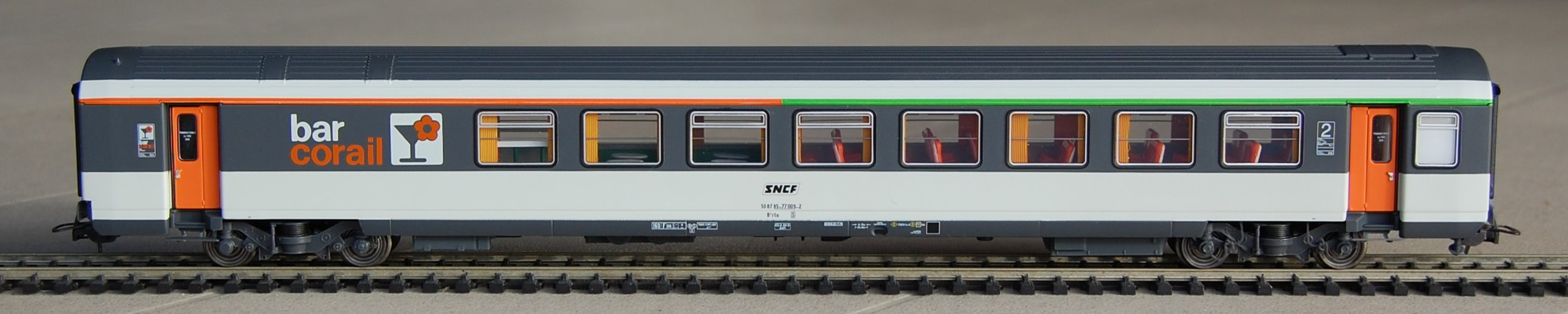
コライユの原塗色（模型）

« corail »は« comfort »（快適）と« rail »（レール）を組み合わせた造語であり、フランス語で珊瑚の意味もある。それまでの客車と比べ、全車両への冷房装置の設置、サスペンションの改良、防音性能の向上など乗り心地の改善が図られている。
車体は全長26.4m, 幅2.825m（一部の« superlarges »型のみ2.867m）, 重量42tである。台車はコライユ用に新設計されたY32型で、大きな枕ばねとディスクブレーキが特徴である。最高速度は160km/hであるが、一部の車両は200km/hでの走行が可能である。
塗装は原型では白地に窓部分が灰色であり、ドアはオレンジ色に塗られている。ただし後に変更されたものも多い。
1971年に試作車が製造された後、1975年からフランコ・ベルジュ社(société Franco-Belge)で量産が始まった。一部の車両はアルストムで製造された。

## 形式

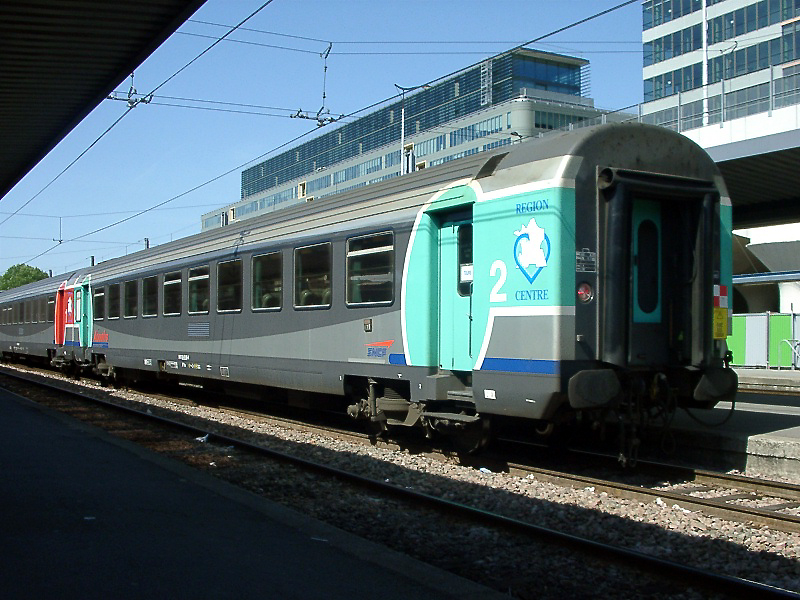
VTU型2等車

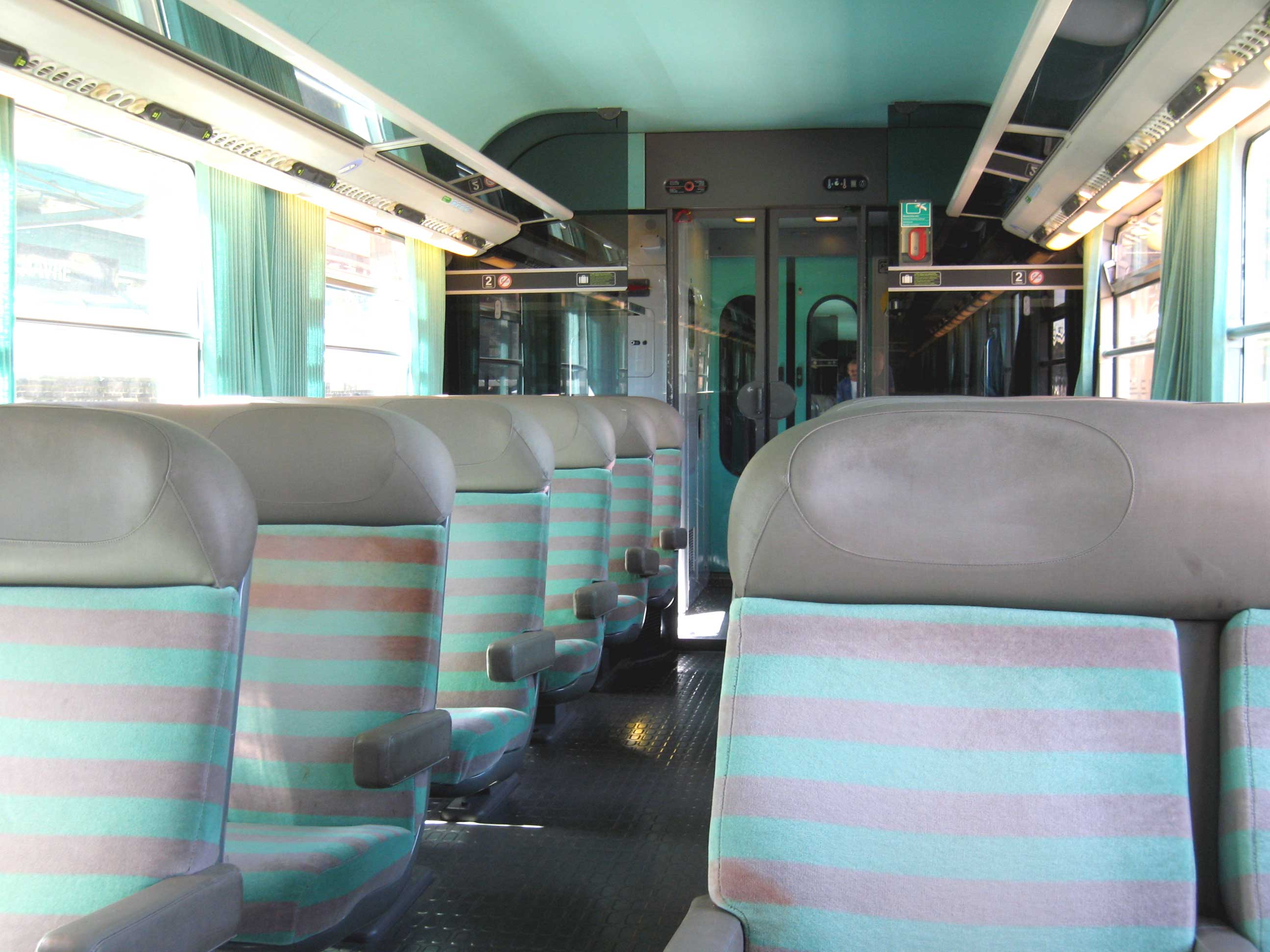
VTU型二等車の車内

コライユはVTU型、VU型、VSE型の3種に大別される。さらに製造年により「VU75型」のような呼称もある。

### VTU型
VTU型は中央に通路を配しその両側に座席の並ぶ開放座席車であり、座席は回転しない集団見合い型の固定クロスシートである。1975年から1987年にかけて2335両が製造された。
さらに8種類の型に細分することができる。一等車は定員58名、二等車は定員80名の型と88名の型があり、このほかビュッフェ車(voiture-bar)、一・二等合造車などがある。

### VU型
VU型は通路を片側に配したコンパートメント車である。一等車は6人個室、二等車は8人個室からなる。1975年から1989年にかけて1451両が製造された。
さらに11種類の型に細分される。一等車は定員54名の型と60名の型があり、二等車では定員88名である。このほか一・二等合造車、クシェット（簡易寝台）車、荷物車などの型がある。

### VSE型
欧州各国鉄道会社の資材や車両の共通化を目的に設立されたEurofima« La société européenne pour le financement de matériel ferroviaire »（日本ではヨーロッパ鉄道連合と呼称される）によって設計された車両で、各国向けに製造された510両のうち、SNCFには102両が導入された。
SNCFでの名称はVSE型で、SEとは« standards européenes »（ヨーロッパ標準）の意である。本形式のみ台車はイタリア・フィアット社製のY270s型を用いているが、性能はY32型とほぼ同等である。車体の設計も細部がフランス国内向けとは異なる。内装はVU型と同様のコンパートメント席である。

## 改造車
1990年代以降、一部の客車に対して改修工事が行われている。
1995年から1998年にかけて、710両（VTU型510両、VU型200両）が「コライユ・プリュ」(Corail Plus)に改造された。主な内容はトイレの真空吸引式への改造、車内通路のドアの自動化、車内のコーティングの改良などである。また塗装は濃淡2色の灰色にドア部分を一等車は赤、二等車は緑と改められた。
同じ時期にはさらに490両がコライユND（nouvelle décoration = 新装飾）に改造された。改造内容は「プリュ」と同様であるが、トイレのみは従来型のままである。
また1990年代には一部の客車が地域圏急行輸送(TER)向けに各地域圏に譲渡されたが、この際地域圏の事情に合わせて改造が行われている。短距離での運用の効率化のため運転台付きに改造されたものもある。運転台付き客車そのものはコライユの原型から存在するが、TER向けではより広く使われている。また塗装も各地域圏ごとに独特のものが用いられている。
2003年以降はさらに一部の客車が後述するコライユ・テオズやコライユ・ルネアの専用客車に改造された。またコライユ・アンテルシテ・ノルマンディーの専用客車はバス・ノルマンディー地域圏の補助により改造された。

## TERでの使用

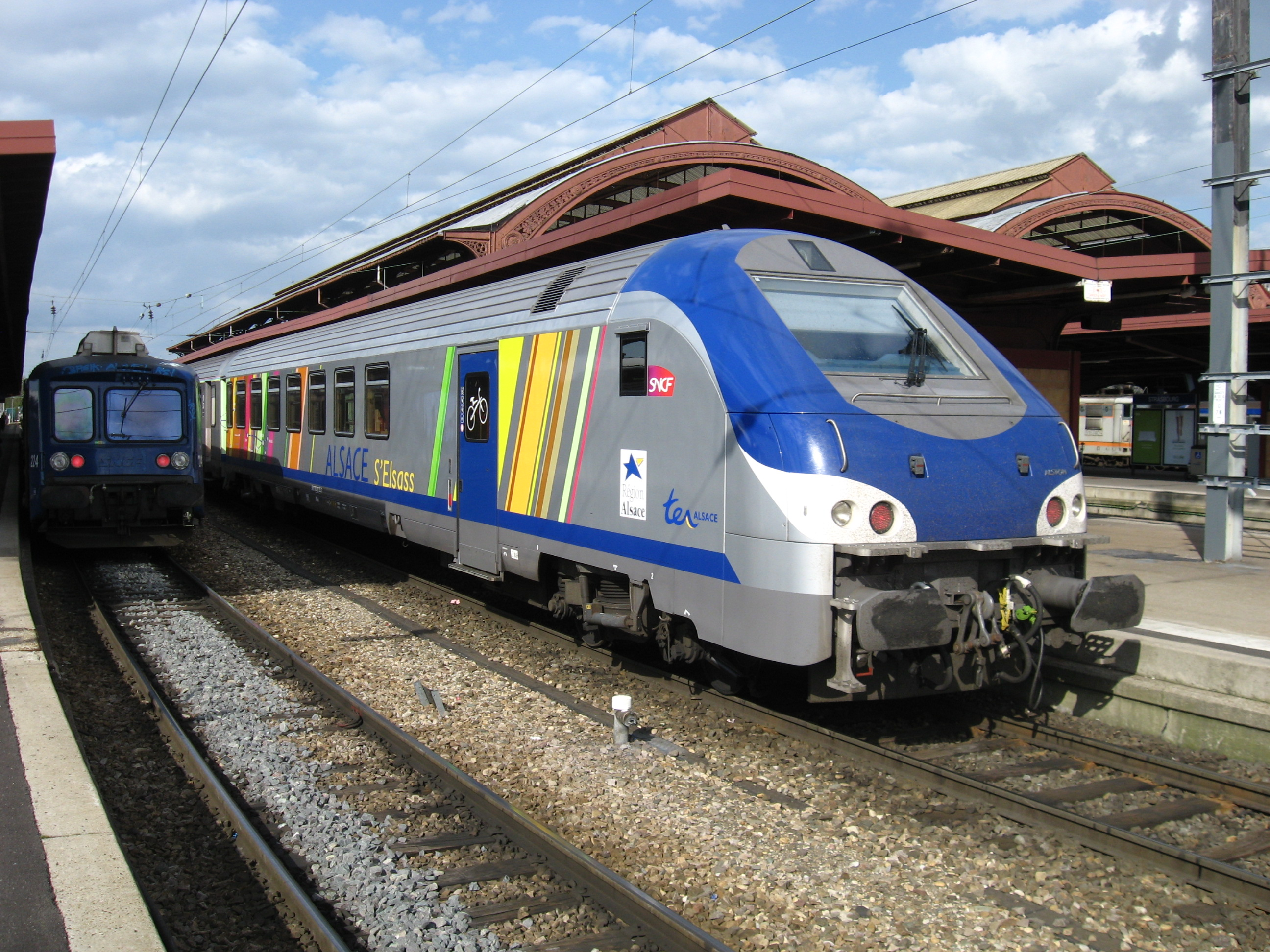
TER200（ストラスブール駅）

コライユ客車の一部は地域圏に譲渡され、地域圏急行輸送(TER)で用いられている、TERへの譲渡は1991年にアルザスで始まり、サントル、ペイ・ド・ラ・ロワールなどが続いた。TERでは主に各地域の幹線となる系統で運用されているが、これらは列車種別としての「コライユ」には含まれない。代表的なものに以下がある。
Aqualys
TERサントルのパリ - オルレアン - トゥール間の列車。
Interloire
TERサントルおよびTERペイ・ド・ラ・ロワールによるオルレアン - トゥール - アンジェ - ナント間の列車。ロワール川沿いの主要都市を結ぶ。
TER 200
TERアルザスによるストラスブール - ミュールーズ - バーゼル（スイス）間の列車。最高速度200km/hで運転される。

## ポルトガルのコライユ
ポルトガル鉄道もコライユ客車を保有している。これは1985年にポルトガルのSorefame社がアルストムからライセンスを受けて製造したものである。設計はフランスのVTU78型に準じるが、台車が広軌(1668mm)用のY32P型となっている。
1986年以降リスボン - ポルト間などで運用されている。